# Tetramorium tanakai
Tetramorium tanakai är en myrart som beskrevs av Bolton 1977. Tetramorium tanakai ingår i släktet Tetramorium och familjen myror. Inga underarter finns listade i Catalogue of Life.